# Молдавская улица (Москва)
Молда́вская у́лица (название утверждено 12 января 1968 года) — улица в Москве, на территории района Кунцево Западного административного округа.

## Описание
Улица начинается возле станции метро «Кунцевская», под путепроводом Рублёвского шоссе как продолжение Малой Филёвской улицы, проходит вдоль открытой линии метро и заканчивается примыканием к Молодогвардейской улице.
Нумерация домов начинается от станции метро «Кунцевская».

## Происхождение названия
Улица получила своё название 12 января 1968 года по Молдавии, в то время одной из республик в составе СССР.

## Транспорт

### Ближайшая станция метро
- Кунцевская (радиальная) и Кунцевская (кольцевая)

### Железнодорожный транспорт
- Платформа Кунцевская

### Автобус
По улице проходят 4 маршрута автобусов:

| 135:                                                 | Парк Победы • Багратионовская • Филёвский парк • Пионерская • Кунцевская (←) • Кунцевская • Молодёжная • Улица Академика Павлова            |
| Ошибка: маршрут А 190 не описан в модуле НОТ Москвы. | |
| 236:                                                 | Матвеевское • Матвеевская • Давыдково • Кунцевская • Кунцевская • Молодогвардейская улица — МКАД                                            |
| 464:                                                 | Молодогвардейская улица — МКАД • Молодёжная • Кунцевская • Кунцевская • Славянский бульвар • Минская • Ломоносовский проспект • Университет |

«→» — остановки проходятся только при движении в прямом направлении; «←» — остановки проходятся только при движении в обратном направлении.